# Microdon testaceus
Microdon testaceus är en tvåvingeart som beskrevs av Walker 1857. Microdon testaceus ingår i släktet myrblomflugor, och familjen blomflugor. Inga underarter finns listade i Catalogue of Life.